# سيرس-93316
سيرس-93316 ،  (أو  93316-CEERS) هي مجرة مرشحة ذات  انزياح أحمر عالي قُدر بنحو (z = 16.7) يعادل 235.8 مليون سنة بعد الانفجار العظيم،    وفي حالة تأكيدها ستكون من أقدم وأبعد المجرات المشاهدة.    
تبعد المجرة 13.5512 مليار سنة ضوئية، وبسبب تمدد الكون فإن المسافة المناسبة الحالية تبلغ 34.684 مليار سنة ضوئية.   

## الاكتشاف
تم اكتشاف CEERS-93316 جنبًا إلى جنب مع 55 جسمًا آخر انزياح أحمر مرتفع بواسطة مجموعة من علماء الفلك بقيادة كالوم توماس دونان من جامعة إدنبرة.
هذا الكائن يرى  في اتجاه  كوكبة  العواء. قطع الضوء المنبعث منه مسافة 13.6 مليار سنة ضوئية إلى تلسكوب جيمس ويب الفضائي. وبسبب  توسع الكون ، تبعد المجرة حاليًا حوالي 35 مليار سنة ضوئية عنا. إذا كانت مجرة ، فإن  التحليل الطيفي يشير إلى أنها تشكلت في وقت مبكر بين 120  مليون إلى 220 مليون سنة بعد الانفجار العظيم ، والذي سيكون أقدم مما توحي به النماذج النظرية السابقة. فقد فوجيء العلماء بوجود تكوين بهذا الشكل بعد نحو 200 مليون سنة فقط من الانفجار العظيم. 
وفقًا لعالمة الفلك الدكتورة ريبيكا بولر ، وهي مؤلفة مشاركة في دراسة الاكتشاف ، "العثور على مجرة مرشحة z = 16.7 هو شعور رائع - لم يكن شيئًا نتوقعه من البيانات المبكرة ... بعد الانفجار العظيم ؛  دخل الكون في فترة تعرف باسم العصور المظلمة ، أي وقت قبل ولادة أي نجوم ... دفعت مشاهدة التكوين  [CEERS-93316]  إلى الوقت الذي كنا نعتقد فيه أن المجرات الأولى على الإطلاق بدأ  تشكيلها. لقد وجدنا بالفعل عددًا أكبر من المجرات في الكون المبكر جدًا مما توقعته المحاكاة الحاسوبية ، لذلك من الواضح أن هناك الكثير من الأسئلة المفتوحة حول كيف ومتى تشكلت النجوم والمجرات الأولى. 
يفترض علماء الفلك أن النجوم الأولى نشأت من سحب من الغازات المنهارة بعد حوالي 100 مليون سنة من الانفجار العظيم ، وتحتوي في الغالب على عناصر أخف ، مثل الهيدروجين والهليوم.  لاحقًا ، انفجرت هذه النجوم البدائية المبكرة في المستعرات العظمى لتكوين عناصر أثقل ، مثل الأكسجين والكربون والرصاص والذهب. 

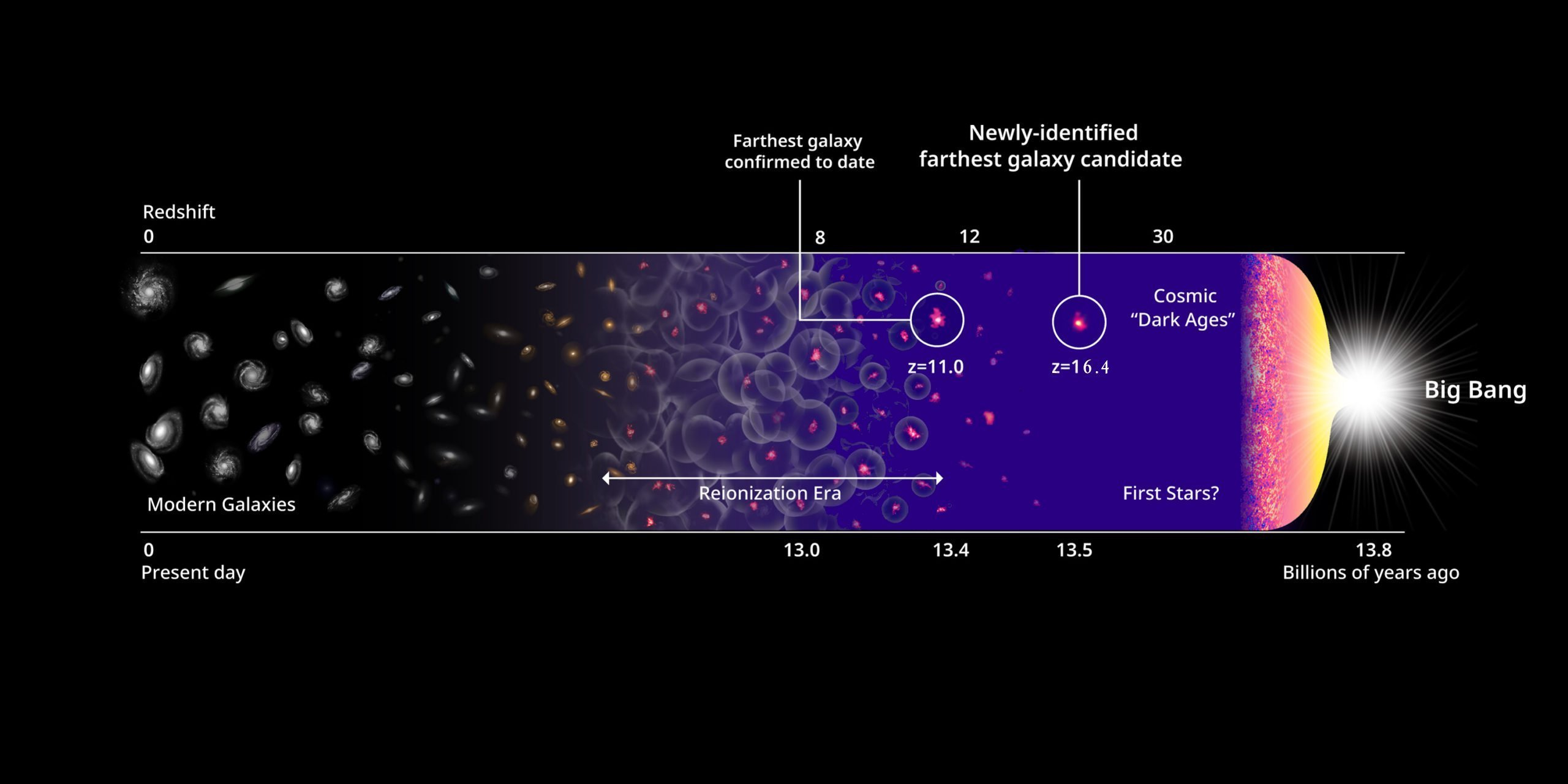
أبعد المجرات المرشحة وتاريخ الكون

## أنظر أيضا
- مجرة HD1
- قائمة أجرام الكون الأكثر بعدا

## روابط خارجية
- موقع CEERS
- Video (23:16): CEERS Program على يوتيوب
- Video (01:29): CEERS-93316 galaxy على يوتيوب